# Millimeter vattenpelare
Millimeter vattenpelare (förkortat mmVp) är en tryckenhet som utgår från hur högt tryck som bildas på botten av en behållare med vatten. 
I Sverige skall vattnet i vattenpelaren hålla 4 grader Celsius men eftersom temperaturstandarden varierar mellan olika länder varierar också enheten vilket gör den olämplig för internationellt utbyte och rent förvirrande när man använder importerad utrustning. 1 mmVp motsvarar i Sverige 9,80665 Pa. 1 mmVp är en tusendel av 1 mVp (meter vattenpelare). 
Enheten förekommer bland annat vid gradering av tälts, regnkläders och ytterkläders (huvudsakligen jackor och overaller) regntålighet. Då avses främst det dynamiska tryck som regndroppar skapar vid anslag mot tältduken snarare än det vattentryck som en motsvarande vattenpelare skapar.
För komplett omvandlingstabell se tryck.